# 意識障礙
意识障碍（disorder of consciousness）是对周围环境及自身处境的觉察能力出现紊乱，乃至完全丧失觉察能力的精神状态，包括意识内容障碍与觉醒状态障碍。

## 发病背景
1817年，格奥尔格·格雷纳创造了“脑雾”（德語：Verdunkelung des Bewusstseins）一词，并将其定义为“谵妄的主要病征”。《精神疾病诊断和统计手册》在其谵妄定义中亦有使用该词。然而，DSM-III-R和DSM-IV节将“clouding of consciousness”（意识混浊）改为“disturbance of consciousness”（意识障碍）以便操作，但本质不变。在一系列异常意识中，意识混浊的严重程度或不及谵妄。意识模糊可能会与亚综合征谵妄划上等号。
亚综合征谵妄较普通谵妄为轻，而且发作和持续时间较长，潜伏期相对稳定，运动改变同理。亚综合征谵妄的显着临床特征是注意力不集中、思维过程异常、理解异常和语言异常。谵妄的全部临床表现或永远不能完全表现。在收治在重症监护病房的患者中，亚综合征患者与谵妄筛查清单评分为0的生还率一致，但需要以高于0分患者的比率进行扩展护理（尽管比率低于完全谵妄患者）。虽然出院后患者的功能独立水平下降，但独立程度仍较完全谵妄患者为高。
在临床实践中，没有排他性和特异性的标准测试；因此，脑雾的诊断取决于医生的主观印象。 DSM-IV-TR指导临床医生在“未另外分类的认知障碍”杂项类别下对亚综合征谵妄表现进行判定。

## 精神病理学上的脑雾
意识混浊的概念模型是大脑的一部分调节大脑意识部分的“整体水平”，负责对个体和环境的意识。各种病因对大脑的这一部分产生影响，意识的“整体水平”受到扰乱。这种意识的普遍激活系统被称为“惊醒”或“失眠”。
然而，不是所有的脑雾患者都会昏睡。患者可能醒着但仍有一定的意识模糊。矛盾的是，受影响的人自认为“醒着，但在另一方面不是”。利波夫斯基指出，此处“清醒状态不佳”不完全等于昏睡。一个在昏迷前夕出现，另一个是在睡前出现，二者截然不同。
受影响的人的精神在主观上存在混乱，患者多将这种现象称为“有雾”。一名患者将其描述为“我认为它变得像薄雾一样，在某种程度上……轮廓有点模糊”。其他人可能会觉得自己被“隔离”。受影响的个体将他们的整体体验与梦境进行比较，因为在梦境中，意识、注意力、对时间/地点的定位、感知和意识都会被干扰。哈佛医学院的董事会认证精神病学家和精神病学临床讲师芭芭拉·希尔德克鲁特博士表示她在服用单剂抗组胺药扑尔敏后出现意识模糊的主观情况，或者她也称之为“脑雾”。在越野公路旅行中出现对白杨的过敏现象。她感觉自己正在“脱离它”并处于“幻觉”。她描述了一种不相信自己的判断的感觉和一种迟钝意识，不知时间流逝。意识模糊与人格解体并不一致，尽管受两者影响的人将他们的经历比作梦境。但心理测试从未寻获意识模糊与人格解体之间存在关系的证据。
这可能会影响几乎任何认知任务的表现。正如一位作者所说，“显然，未有合理的唤醒，就没有认知的可能。”认知包括知觉、记忆、学习、管控功能、语言、劳动能力、自主运动控制、注意力和心理速度。然而，脑雾最重要的问题在于注意力不集中、思维过程异常、理解异常和语言异常。损害程度不完全一致，因为注意力不集中或会损害某些认知功能。受影响的人可能会抱怨于健忘、“困惑”、或“无法正确思考”。尽管有相似之处，但亚综合征谵妄与轻度认知障碍不同；根本区别在于后者类似于痴呆症，无关失眠。

## 相关疾病
新兴概念认知节奏缓慢也与“脑雾”症状的表达有关。
已经康复的2019冠状病毒病患者时有发觉自己出现“脑雾”症状，足以反映与2019冠状病毒病相关各类神经问题和心理障碍。
许多纤维肌痛患者会出现认知问题，这可能涉及注意力受损，短期/长期记忆问题、短期记忆巩固、 工作记忆、表现速度降低、无法同时进行多项工作、认知超负荷、和注意长度衰减。大约四分之三的纤维肌痛患者报告在注意力、记忆力和多任务处理方面受到严重影响。2018年的一项元分析发现，纤维肌痛患者和健康受试者之间的最大差异在于抑制控制、记忆力和处理速度。据推测，疼痛会损伤注意力系统，从而带来认知问题。
在慢性疲劳综合征中，美国疾控中心所建议的诊断脑雾的标准包括必须存在以下症状之一：
- 思维和记忆问题（即认知障碍）

- 站立或坐直时可能出现的头晕、头晕、虚弱、昏厥或视力变化情况（参见直立不耐症）

莱姆病的神经系统综合征，即莱姆脑病，与微妙的记忆和认知困难等问题有关。莱姆病可引起于多发性硬化症近似的慢性脑脊髓炎。它可能是慢性病，可能涉及认知障碍、脑雾、偏头痛、平衡问题和其他健康问题。